# Aaron Colvin
Aaron Colvin (Tulsa, 2 ottobre 1991) è un giocatore di football americano statunitense che gioca nel ruolo di cornerback per il Washington Football Team della National Football League (NFL). Fu scelto nel corso del quarto giro (114º assoluto) del Draft NFL 2014. Al college ha giocato a football all'Università dell'Oklahoma.

## Carriera professionistica

### Jacksonville Jaguars
Colvin fu scelto dai Jacksonville Jaguars nel corso del quarto giro del Draft 2014. Debuttò come professionista subentrando nella gara della settimana 12 contro i Colts mettendo a segno un tackle. Nell'ultimo turno disputò la sua prima gara come titolare, concludendo la sua stagione da rookie con 27 tackle e 2 passaggi deviati in sei presenze.
L'8 gennaio 2018, nella prima gara di playoff in carriera, Colvin mise a segno un intercetto su Tyrod Taylor dei Buffalo Bills nella vittoria per 10-3.

## Statistiche
| Partite totali      | 6  |
| Partite da titolare | 1  |
| Tackle              | 27 |
| Sack                | 0  |
| Intercetti          | 0  |

Statistiche aggiornate alla stagione 2014